# Caminhão-tanque

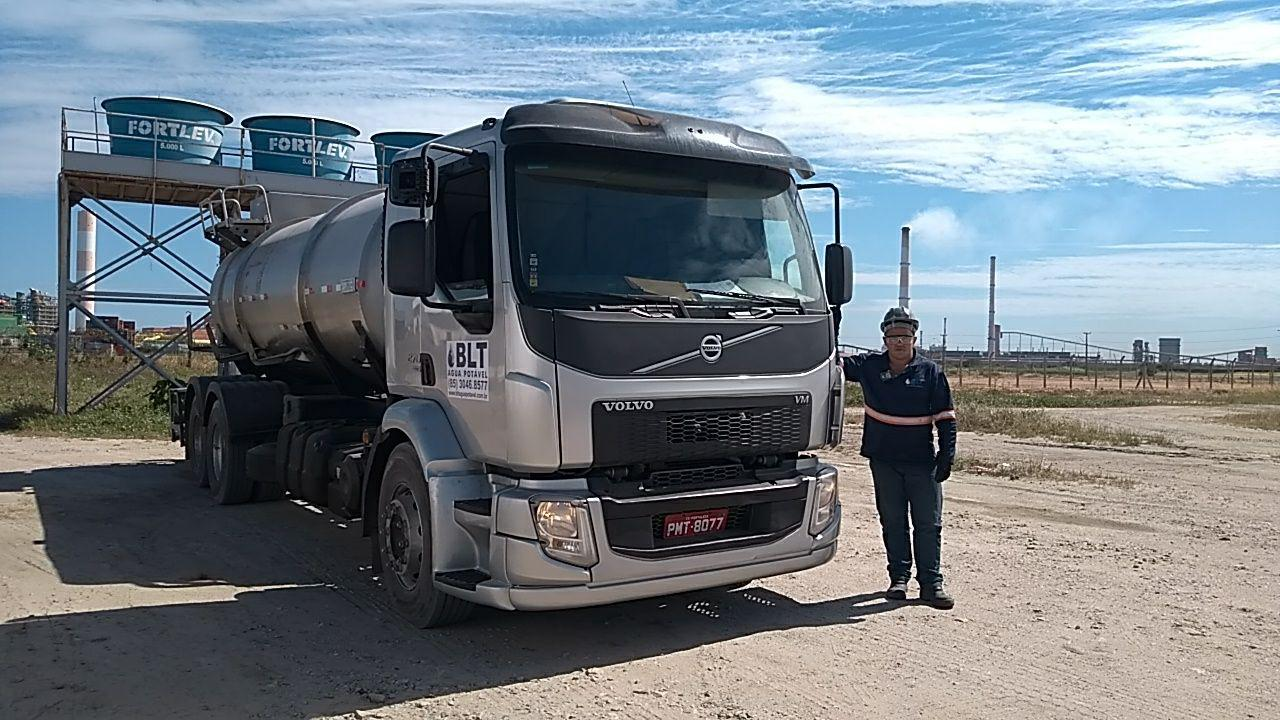
Caminhão Pipa num canteiro de obras em Fortaleza, CE.

Um caminhão-tanque, carro-tanque,', autotanque, caminhão-pipa (português brasileiro) ou camião-cisterna (português europeu)  é um caminhão equipado com um reservatório para transporte de líquidos ou materiais pulverulentos.
Dentre os modelos mais conhecidos, encontram-se os caminhões-tanque de combustível, produtos químicos, gases e água, conhecido como caminhão-pipa. Cada modelo de tanque possui uma legislação específica para sua atividade, como material, método de vazão e outros fatores. No Brasil, as normas são definidas pela ANTT, enquanto em Portugal cabe ao IMT.
O caminhão-pipa ou caminhão-cisterna é utilizado exclusivamente para transporte de água, potável ou não. O caminhão-pipa pode ser utilizado para controle de emissão de poeira, umectação de vias e pátios, terraplenagem, irrigação, paisagismo, lavagem de ruas e praças, abastecimento de água potável em residências, piscinas, condomínios, indústrias, navios e produção de filmagens com chuva artificial.

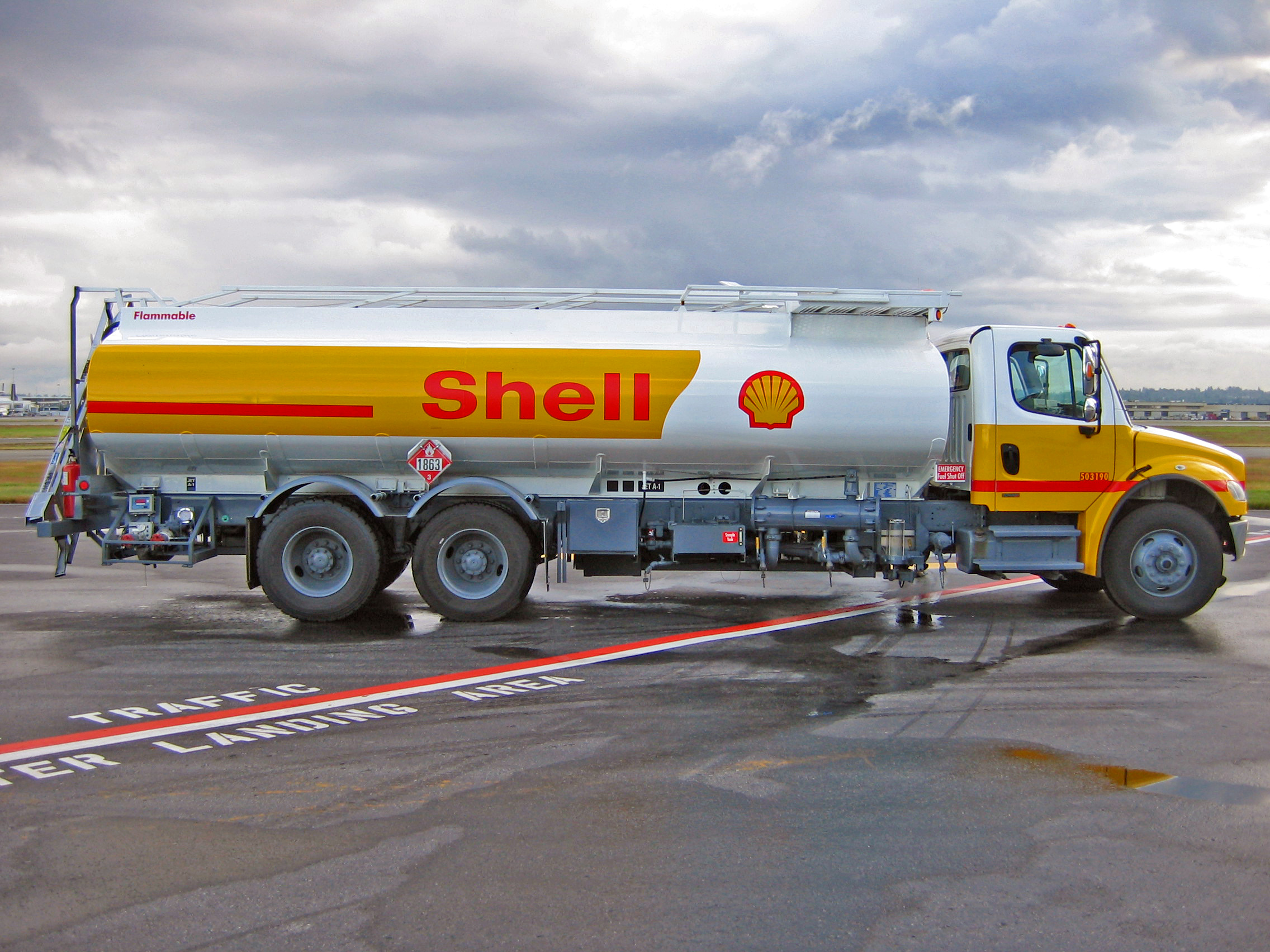
Um caminhão-tanque com combustível da Shell.